# Terímac
Terímac (en llatí Therimachus, en grec antic Θηρίμαχος) fou un militar espartà, harmost (governador) de Metimna a Lesbos.
Exercia aquest càrrec quan Trasibul i la flota atenenca va atacar la ciutat l'any 390 aC, segons Xenofont. Terímac va presentar batalla a l'enemic però en va sortir derrotat i va morir a la lluita. Diodor de Sicília situa aquests fets una mica abans, el 392 aC.